# Tom Ince
Pour les articles homonymes, voir Ince.
Thomas Christopher « Tom » Ince, né le 30 janvier 1992 à Stockport, est un footballeur anglais qui évolue au poste de milieu de terrain au Watford.
Il est fils de Paul Ince, joueur international anglais reconverti entraîneur.

## Biographie
Le 7 juillet 2014, Tom Ince signe un contrat de deux ans avec Hull City.
Le 30 octobre 2014, il est prêté pour deux mois à Nottingham Forest.
Le 2 février 2015, Tom Ince est prêté par Hull City au club de Derby County, en deuxième division anglaise. Le 3 juillet suivant, il s'engage pour quatre ans avec Derby County. Il inscrit 27 buts en 97 matchs en l'espace de deux saisons avant de s'engager pour trois ans à Huddersfield Town le 4 juillet 2017. Il ne reste qu'une saison à Huddersfield, durant laquelle il inscrit trois buts en trente-sept matchs.
Le 24 juillet 2018, Ince signe un contrat de quatre ans avec Stoke City.
Le 1er février 2021, il est prêté à Luton Town.
Le 21 juin 2022, il rejoint Reading FC.
Le 27 juin 2023, il rejoint Watford.

## Palmarès

### Distinctions personnelles
- Élu meilleur jeune joueur de D2 anglaise en 2013
- Membre de l'équipe-type de D2 anglaise en 2013.